# Браунстаун (округ Кембрія, Пенсільванія)
Браунстаун (англ. Brownstown) — місто (англ. borough) в США, в окрузі Кембрія штату Пенсільванія. Населення — 696 осіб (2020).

## Географія
Браунстаун розташований за координатами 40°20′0″ пн. ш. 78°56′14″ зх. д. / 40.33333° пн. ш. 78.93722° зх. д. (40.333363, -78.937337).  За даними Бюро перепису населення США в 2010 році місто мало площу 0,61 км², уся площа — суходіл.

## Демографія
Згідно з переписом 2010 року, у селищі мешкали 744 особи в 320 домогосподарствах у складі 216 родин. Густота населення становила 1226 осіб/км².  Було 346 помешкань (570/км²).
Расовий склад населення:
| - 99,3 % — білих - 0,1 % — чорних або афроамериканців - 0,1 % — азіатів |

До двох чи більше рас належало 0,4 %. Частка іспаномовних становила 0,7 % від усіх жителів.
За віковим діапазоном населення розподілялося таким чином: 21,6 % — особи молодші 18 років, 58,1 % — особи у віці 18—64 років, 20,3 % — особи у віці 65 років та старші. Медіана віку мешканця становила 44,8 року. На 100 осіб жіночої статі у селищі припадало 96,8 чоловіків;  на 100 жінок у віці від 18 років та старших — 91,1 чоловіків також старших 18 років.
Середній дохід на одне домашнє господарство  становив 47 437 доларів США (медіана — 44 583), а середній дохід на одну сім'ю — 55 150 доларів (медіана — 49 231). Медіана доходів становила 39 167 доларів для чоловіків та 28 083 долари для жінок. За межею бідності перебувало 16,4 % осіб, у тому числі 28,8 % дітей у віці до 18 років та 3,9 % осіб у віці 65 років та старших.
Цивільне працевлаштоване населення становило 354 особи. Основні галузі зайнятості: освіта, охорона здоров'я та соціальна допомога — 26,6 %, науковці, спеціалісти, менеджери — 14,4 %, роздрібна торгівля — 13,6 %.